# مصطفى النحال
مصطفى النحال (مواليد القرن 20)، هو كاتب وباحث وناقد ومترجم مغربي، أستاذ التعليم العالي بالدار البيضاء، حاصل على شهادة الدكتوراه في الأدب العربي، وعلى شهادة التبريز في الترجمة. أصدر عددا من الدراسات والترجمات منها: «سلطة الآية وفتنة الحكاية»، و«العين والإبرة» لعبد الفتاح كيليطو و«العبد والرعية» لمحمد الناجي، و«قراءة القرآن» لمحمود حسين. إضافة إلى مجموعة من المقالات والدراسات والترجمات في الصحف والمجلات.

## الجوائز
فاز مصطفى النحال بجائزة كتارا للرواية العربية الدورة السادسة 2020، عن دراسته النقدية: “تمثيل الواقع في السرد الروائي: دراسة نظرية ونصية”.